# Zakubanka, Romnî
Zakubanka (în ucraineană Закубанка) este un sat în comuna Anastasivka din raionul Romnî, regiunea Sumî, Ucraina.

## Demografie
Componența lingvistică a localității Zakubanka
     Ucraineană (88,24%)
     Rusă (11,76%)
Conform recensământului din 2001, majoritatea populației localității Zakubanka era vorbitoare de ucraineană (88,24%), existând în minoritate și vorbitori de rusă (11,76%).